# Xã Belle Plaine, Quận Spink, South Dakota
Xã Belle Plaine (tiếng Anh: Belle Plaine Township) là một xã thuộc quận Spink, tiểu bang Nam Dakota, Hoa Kỳ. Năm 2010, dân số của xã này là 79 người.